# Міська премія імені Івана Франка в галузі літератури та журналістики (Івано-Франківськ)
Івано-Франківська міська премія імені Івана Франка в галузі літератури та журналістики

## Історія
Премія заснована рішенням Івано-Франківської міської ради XII сесії третього демократичного скликання від 07.03.2000 «Про міську премію імені Івана Франка в галузі літератури і журналістики»
Рішенням Івано-Франківської міської ради від 07.04.2004 затверджене нове Положення про міську премію імені Івана Франка в галузі літератури і журналістики та Положення про комісію з премії.
Щорічно окремим рядком у бюджеті міста передбачаються кошти на фінансування названої премії та заходів щодо урочистого вручення Дипломів і Почесних Знаків Лауреата премії.

## Положення
1. Міська премія імені Івана Франка в галузі літератури і журналістики надалі — премія), заснована Івано-Франківською міською радою на вшанування великого українського письменника і вченого, громадського діяча Івана Яковича Франка (1856—1916), є найвищою в місті відзнакою, яку за поданням комісії з міської премії імені Івана Франка присуджує виконавчий комітет міської ради.
2. Премією відзначаються твори літератури і журналістики, що збагачують духовний світ нашого сучасника, будять історичну пам'ять народу, його національну свідомість та самобутність, спрямовані на державотворення і демократизацію суспільства.
3. На здобуття премії висуваються твори літератури та журналістики, оприлюднені в завершеному вигляді протягом року, що передує висуненню, після ознайомлення з ними громадськості, але не пізніше, як за два місяці до їх висунення на здобуття премії.
4. Премію присуджують до Дня міста Івано-Франківська за твори, що стали помітним явищем в літературі та журналістиці.
5. Місцем заснування, присудження та вручення премії імені Івана Франка є м. Івано-Франківськ.
Вручення премії приурочується до святкування Дня міста.
6. Встановлюється 3 щорічні премії імені Івана Франка з таких номінацій:
- література — 2 премії;
- журналістика — 1 премія.

Розміри премії імені Івана Франка щорічно визначаються виконавчим комітетом Івано-Франківської міської ради.
7. Кандидатами на здобуття премії можуть бути особи, які живуть і працюють в м. Івано-Франківську.

## Лауреати
Лауреат 2021 року
Монолатій Іван у галузі літератури за книгу "Переможене горе. Мнемонічні фігури (без)державної літератури"
Лауреати 2020 року
- Батіг Михайло у галузі літератури за книгу «Ті, що спалахнули в небі зірками».
- Симчич Микола-Зеновій у галузі літератури за книгу «Скеля українського духу».
- Яковина Юліан у галузі журналістика за книгу «З кіноархівів моєї пам’яті».

Лауреати 2019 року
- Гаврилович Іван у галузі літератури за поетичну збірку «Поміж землею і Небом».
- Романюк Василь у галузі літератури за книгу «Сіймо, а збирати будем…».
- Кучер Богдан-Михайло у галузі журналістики за телевізійні проєкти «І..де..я», «Говорить Івано-Франківськ» та «Саме так».

Лауреати 2018 року
- Довган Ярослав у галузі літератури за поетичну збірку «На сонячному боці».
- Смирнов Володимир у галузі літератури за книжку «Написане залишається».
- Боднарчук Лілії, Вернею Руслану, Ігнатюку Станіславу у галузі журналістики за телевізійну програму «Жертви «червоного» ката. Хроніка 1939-1941 років».

Лауреати 2017 року
- Хороб Степан у галузі літератури за  літературознавче дослідження «Драма – моя стародавня страсть…».

Лауреати 2016 року
- Бреславська-Кемінь Світлана у галузі літератури за книги поезій «…два кроки до раю…» та «…переступи поріг…».
- Бабій Василь галузі літератури за книги прози «Мій маленький Париж-Івано-Франківськ», «Станіславів», «Францішек, або повернення до Станіславова».
- Іроденко Ольга у галузі журналістики за програму «Шлях до Європи».

Лауреати 2015 року
- Тулай Василь в галузі літератури за роман «Двадцять років причетності».
- Букатюк Олександр в галузі літератури за книжку віршів «Мадонна Майдану (Очікування Різдва)», присвячену Героям Небесної Сотні.
- Гаєвська Світлана в галузі журналістики
- Мончук Ольга у галузі журналістики за серію публікацій на сторінках часопису «Галичина»

Лауреати 2014 року
- Головчин Юлія у галузі літератури за книгу «Притчі» у двох частинах
- Голод Богдан у галузі літератури за книгу бувальщин «Глибока дорога»
- Багірова Віра у галузі літератури за книжки віршів і прози останніх років — «Золота Паска», «Місто кохане моє», «Ми чекаємо Миколая» та інші.
- Процюк Оксана у галузі журналістики за публікації в газеті «Галичина».

Лауреати 2013 року
- Пушик Степан у галузі літератури за «Значний внесок у розвиток української літератури».
- Карп'юк Василь у галузі літератури за збірку віршів «Brustury».
- Головатий Михайло у номінації журналістика за творчий доробок у програмі «Вулиця» ОТБ «Галичина».
- Кукурудза Володимир у номінації журналістика за творчий доробок у програмі «Вулиця» ОТБ «Галичина».
- Нікітін Іван у номінації журналістика за творчий доробок у програмі «Вулиця» ОТБ «Галичина».

Лауреати 2012 року
- Загоровська Любов за поетичну збірку «Назустріч вітру»
- Овчар Олеся за книжку віршів для дітей «Сонячна карусель»
- Микицей Марія за прозовий твір «Трофей на довгу пам'ять»
- Бондарев Іван за цикл статей на військово-патріотичну тематику

Лауреати 2011 року
- Нижник Ольга за книги «Потрібен час…, або Не просто бути жінкою», «Такі незнайомі-знайомі обличчя»
- Ткачівський Ярослав за поетичні книги «Сяєво сьомого неба», «Сльоза блаженства», «Дивоцвітом грають весни», «Хміль солов'їних ночей», «Срібне весілля», «Лиш не згасне любов»
- Добош Галина за цикл радіопередач на радіо «Свобода» та обласному радіо

Лауреати 2010 року
- Юсип Дмитро за збірку літературно-критичних та публіцистичних студій «Любові вічний слід»
- Петросаняк Галина за книгу «Спокуса говорити»
- Бойчук Зіновій за художньо-публіцистичне видання «У серці мали те, що не вмирає» та серію публіцистичних статей й телепередачу про повстанського поета Марка Боєслава

Лауреати 2009 року
- Томенчук Богдан за поетичну збірку «Німі громи»
- Смоляк Олександр за роман «Річка снів і яви»
- Парипа Петро за низку статей в газеті «Галичина»
- Мафтин Наталя за книжку «Західноукраїнська та еміграційна проза 20—30-х років XX століття: парадигма реконкісти»

Лауреати 2008 року
- Ущенко Олег за роман «Барменцаль»
- Черковський Роман за роман «Фрондео»
- Асатурян Н. за цикл передач на обласному радіо в 2007 р.
- Мицан М. за висвітлення історії та культури рідного міста.

Лауреати 2007 року
- Деркачова Ольга за збірник екзотеричних оповідань «Синдром підсніжника»
- Скаврон Богдан за серію публікацій 2006 року у газеті «Галицький кореспондент»

Лауреати 2006 року
- Добрянський П. за книги «Кіндрат Гичка увіковічнюється», «Всякий молодець на свій взірець»
  - Добрянський П. Кіндрат Гичка увіковічнюється (Вибрані твори) [Текст] / П. Добрянський. — [Б. м.: б. в.], 2005. — 245 с.
- Ткачівська М. «Подарунок від динозавра»
  - Ткачівська М. Подарунок від динозавра [Текст] / М. Ткачівська. — Івано-Франківськ: Лілея НВ, 2005. — 144 с.
- Фабрика Р. за фотоальбом «Лемки: роки і долі»
  - Фабрика Р. Лемки: роки і долі [Фотоальбом] / Р. Фабрика. — Коломия: Вік, 2005. — 104 с.

Лауреати 2005 року
- Крайній І. за серію публікацій в газеті «Україна молода»
- Лесюк М. за книгу «Доля моєї мови»
  - Лесюк М. Доля моєї мови [Текст] / М. Лесюк. — [Б. м.: б. в.], 2004. — 287 с.
- Юзва Р. за книгу «На перехрестях долі»
  - Юзва Р. На перехрестях долі: вірші та поеми [Текст] / Р. Юзва. — [Б. м.: б. в.], 2004. — 478 с.

Лауреати 2004 року
- Бабій О. за драматичну поему «Нерон»
  - Бабій О. Нерон: віртуальна містерія [Текст] / О. Бабій. — Івано-Франківськ: [б.м.], 2001. — 20 с.
- Малярчук Т. за повість «Ендшпіль Адольфо або Троянда для Лізи»
  - Малярчук Т. Ендшпіль Адольфо або Троянда для Лізи [Текст] / Т. Малярчук. — Івано-Франківськ: Лілея НВ, 2005. — 144 с.
- Семенкович Н. за збірку новел «На паперті Колізею»
  - Семенкович Н. На паперті Колізею [Текст] / Н. Семенкович. — Івано-Франківськ: Місто НВ, 2003. — 73 с.

Лауреати 2003 року
- Слоньовська О. за книгу поезій «Соната для коханого»
  - Слоньовська О. Соната для коханого: поезії [Текст] / О. Слоньовська. — К. : Укр. письм., 2002. — 110 с.
- Криштопа О. за публіцистичні статті, опубліковані в газеті «Західний кур'єр (2002 р.)»
- Прохасько Т. за роман «Непрості»
  - Прохасько Т. Непрості [Текст] / Т. Прохасько. — Івано-Франківськ: Лілея НВ, 2002. — 140 с.

Лауреати 2002 року
- Процюк С. за повість «Шибениця для ніжності»
  - Процюк С. Шибениця для ніжності: повісті [Текст] / С. Процюк. — Т. : Джура, 2001. — 200 с.
- Вайно М. за книги «Теплий двір», «Свекрушина»
  - Вайно М. Теплий двір, або Рапсодія струнного квартету [Текст] / М. Вайно. — Івано-Франківськ: Лілея НВ, 2001. — 162 с.
- Назарчук В. за серію публіцистичних виступів на сторінках газети «Галичина»

Лауреати 2001 року
- Бурнашов Г. за книги «Полководець УПА», «Борітеся — поборете» та публікацію "Не журися, червона калино "
  - Бурнашов Г. Полководець УПА [Текст] / Г. Бурнашов. — [Вид. 2-е, перероб. і доп.]. — Івано-Франківськ: Лік, 1999. — 304 с.
  - Бурнашов Г. Борітеся — поборете ! : нариси. Публіцистика 1990—2000 рр. [Текст] / Г. Бурнашов. — Івано-Франківськ: Лік, 2000. — 160 с.
- Баран Є. за книгу «Звичайний читач»
  - Баран Є. Звичайний читач [Текст] / Є. Баран. — Т. : Джура, 2000. — 140 с.
- Добрянський В. за книгу «На зриві тисячоліть»
  - Добрянський В. На зриві тисячоліть: ст., есеї [Текст] / В. Добрянський. — Івано-Франківськ: [б. в.], 2000. — 92 с.
- Турковська Е. за творчий доробок 2000—2001 рр.

Лауреати 2000 року
- Качкан В. за літературно- та українознавчі студії 1999 року
- Стефурак Н. за поетичну збірку «Проща» та п'єсу «Перстень князя Ярослава»
  - Стефурак Н. Проща: вірші, новели, пер. [Текст] / Н. Стефурак. — Івано-Франківськ: Нова зоря, 1999. — 100 с.